# Salvia urica
Salvia urica là một loài thực vật có hoa trong họ Hoa môi. Loài này được Epling miêu tả khoa học đầu tiên năm 1939.

## Hình ảnh

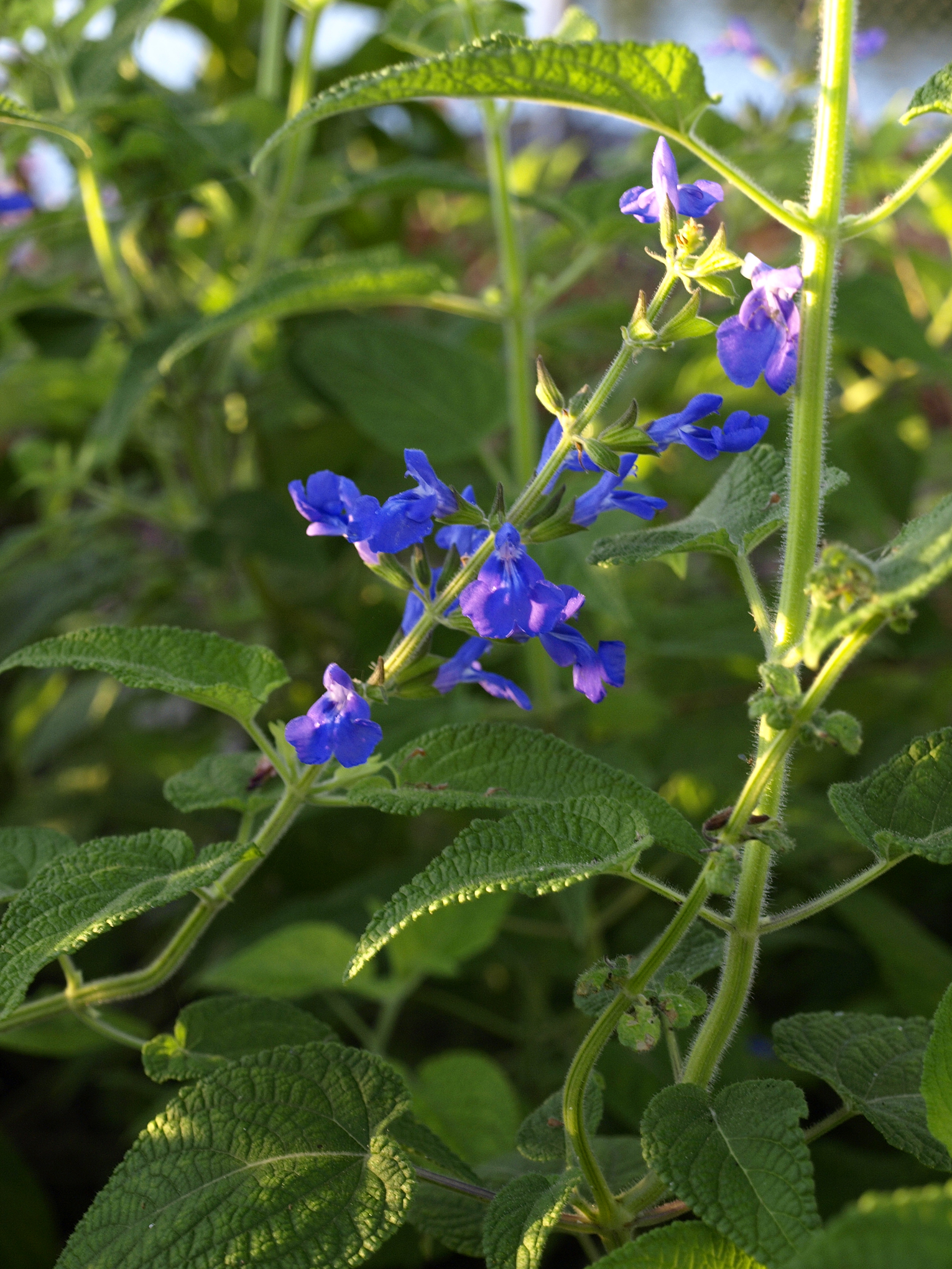